# ストラトフォード・アポン・エイヴォン駅
ストラトフォード・アポン・エイヴォン駅（英語:Stratford-upon-Avon station）はイングランド、ウォリックシャー、ストラトフォード・アポン・エイヴォンにある鉄道駅である。当駅はかつてグレート・ウェスタン鉄道のバーミンガムからチェルトナムへの途中駅であったが、現在はバーミンガムやメリルボーン駅からの列車の終着駅となっている。

## 隣の駅
■ウェスト・ミッドランズ・レールウェイ（ウェスト・ミッドランズ・トレインズ）
ストラトフォード・アポン・エイヴォン・パークウェイ駅 - ストラトフォード・アポン・エイヴォン駅
■チルターン・レイルウェイズ
ストラトフォード・アポン・エイヴォン・パークウェイ駅 - ストラトフォード・アポン・エイヴォン駅
■ヴィンテージ・トレインズ「シェイクスピア・エクスプレス」（7月 - 9月運行）
ヘンリー・イン・アーデン駅 - ストラトフォード・アポン・エイヴォン駅